# Guo Dan
Guo Dan är en kinesisk idrottare som tog silver i bågskytte vid olympiska sommarspelen 2008 och 2008.

## Meriter

### Olympiska meriter

#### Olympiska sommarspelen 2008
| Namn                             | Gren         | Rankingrunda | Rankingrunda | 32-delsfinal               | 16-delsfinal     | 8-delsfinal      | Kvartsfinal          | Semifinal                    | Final                   | Final            |
| Namn                             | Gren         | Poäng        | Seed         | Resultat                   | Resultat         | Resultat         | Resultat             | Resultat                     | Resultat                | Plats            |
| -------------------------------- | ------------ | ------------ | ------------ | -------------------------- | ---------------- | ---------------- | -------------------- | ---------------------------- | ----------------------- | ---------------- |
| Guo Dan                          | Individuellt | 636          | 25           | Burgess GBR (40) L 104-106 | Gick inte vidare | Gick inte vidare | Gick inte vidare     | Gick inte vidare             | Gick inte vidare        | Gick inte vidare |
| Zhang Juanjuan Chen Ling Guo Dan | Lag          | 1916         | 3            | N/A                        | N/A              | Bye              | Indien (6) W 211-206 | Storbritannien (2) W 208-202 | Sydkorea (1) L 215- 224 | Silver           |